# María de Buenos Aires
Maria de Buenos Aires è un'opera tango (tango operita) di Astor Piazzolla su libretto di Horacio Ferrer. La sua prima rappresentazione è stata eseguita al Teatro Colón di Buenos Aires l'8 maggio del 1968.
La trama, alquanto surreale, si incentra sulla figura di una prostituta della città di Buenos Aires, in Argentina; la seconda parte dell'opera si svolge dopo la sua morte.
I personaggi sono Maria (e, dopo la sua morte, l'Ombra di Maria), un payador (cioè un cantante dell'omonimo genere poetico), vari membri del sobborgo di Buenos Aires, un folletto che fa da voce narrante, alcune marionette sotto il suo controllo, e degli psicanalisti. Taluni elementi del libretto suggeriscono un parallelo tra Maria e la figura della Madonna, o con lo stesso Gesù.
La musica usa il linguaggio del nuevo tango, a cui Piazzolla deve la sua notorietà, e l'opera è ispirata e dedicata alla cantante italiana Milva. L'organico è composto da due cantanti e una voce recitante, e un'orchestra da camera alquanto inusuale, che comprende una chitarra e un bandoneón o, al limite, una fisarmonica. Spesso all'esecuzione è stata associata anche l'esibizione di ballerini. Dell'opera esistono molteplici arrangiamenti, tra cui uno dello stesso Piazzolla ed uno di Pablo Ziegler.
Nel 2021 l'opera è stata messa in scena dalla drammaturga uruguaiana Mariana Percovich.

## Trama
La sfortunata María, nata "un giorno che Dio era ubriaco" in un sobborgo povero di Buenos Aires, si dirige verso il centro della città, dove viene sedotta dalla musica del tango e diventa una prostituta. Ladri e tenutari di bordello, riuniti per una messa nera, decidono la sua morte. Dopo la morte, Maria viene condannata ad un inferno che è la città stessa: il suo spettro ora cammina per la città. Ritornata alla verginità, viene ingravidata dalla parola del poeta folletto, e alla presenza dei "tre muratori Magi" e della "donna che impasta" dà alla luce una bimba di nome Maria, che potrebbe essere lei stessa.

## Struttura dell'opera
L'opera originale di Piazzolla è strutturata in due parti di otto quadri ciascuna per un totale di sedici quadri:
- Parte prima
  - Alevare
  - Tema de Maria
  - Yo soy Maria (scritta da Cramer, è musicalmente uguale al quadro 15, la Milonga de la anunciacion)
  - Balada para un organito loco
  - Milonga Carrieguera
  - Fuga Y Misterio (strumentale)
  - Poema Valseado
  - Tocata Rea
  - Miserere Canyengue
- Parte seconda
  - Contramilonga a la funerala
  - Tangata del alba (strumentale)
  - Carta a los arboles y a las chimeneas
  - Aria de los analistas
  - Romanza del duende
  - Allegro tangabile (strumentale)
  - Milonga de la anunciacion
  - Tangus dei